# Карійські алфавіти
Карійські алфавіти — група регіональних алфавітів, що використовувалися для запису карійської мови західної Анатолії античного періоду. Вони складалися приблизно з 30 літер алфавіту, з кількома географічними варіантами в Карії та однорідним варіантом, засвідченим у дельті Нілу, де карійські найманці воювали за єгипетських фараонів. У Карії (за винятком карійсько-лідійського міста Траллеїда) писали зліва направо, а в Єгипті — справа наліво.
Карійську мову розшифровували переважно за допомогою єгипетсько-карійських двомовних написів на гробницях, починаючи з праць Джона Рея в 1981 році; раніше було продемонстровано лише кілька звукових значень та алфавітний характер письма. Розшифровки Рея та наступних вчених були значною мірою підтверджені карійсько-грецьким двомовним написом, знайденим у Кавні в 1996 році, який вперше підтвердив особисті імена, але ідентифікація багатьох літер залишається попередньою та дискусійною, а деякі літери взагалі невідомі.
Карійський алфавіт зовні нагадує грецький алфавіт, але невідомо, чи він походить від локального варіанту грецького алфавіту, чи грецький та карійський алфавіти мають паралельне походження. Деякі літери, які зовні нагадують грецькі, мають зовсім інші звукові значення в карійській мові. Для пояснення цього запропоновано дві гіпотези. Перша полягає в тому, що грецьким літерам випадковим чином приписували фонетичні значення; хоча деякі літери зберегли своє грецьке значення. Друга, запропонована Адієго (2007), полягає в тому, що «карійський алфавіт зазнав сильного процесу курсивізації, який різко змінив форму багатьох літер. У певний момент ця графічна система зазнала змін на „великі“ літери, для яких грецькі великі літери використовувалися як моделі, але тепер лише з формальної точки зору, не враховуючи їх фонетичні значення (…).»

## Локальні варіанти
Існує низка графічних варіантів алфавіту, що існували в різних містах Карії, деякі варіанти різняться настільки, що мають окремі символи Unicode.  Вважається, що алфавіт Кавна відомий у повному складі. Можливо, існували й інші літери в єгипетських містах за межами Мемфіса, але їхнє існування потрібно підтвердити. Існують значні географічні варіації для всіх літер, особливо у представленні бічних фонем l та λ. Літери з ідентифікованими значеннями в різних містах такі: 
| Hyllarima | Euromos | Mylasa | Stratonicea | Kildara | Sinuri | Кавн  | Ясос  | Мемфіс  | transl. | IPA          | possible Greek origin                                                                          |
| --------- | ------- | ------ | ----------- | ------- | ------ | ----- | ----- | ------- | ------- | ------------ | ---------------------------------------------------------------------------------------------- |
| 𐊠         | 𐊠       | 𐊠      | 𐊠           | Ϡ       | Ϡ      | 𐊠     | 𐊠 𐌀   | 𐊠       | a       | /a/          | Α                                                                                              |
| 𐊡         |         | " ?    | 𐋉           |         |        | 𐋌 𐋍   | 𐋊     | 𐋊       | β       | /ᵐb/         | Не грецьке значення; можливо, лігатура карійських 𐊬𐊬. 𐊡 походить безпосередньо від грецької Β. |
| 𐊢 (<)     | 𐊢 (Ϲ)   | 𐊢 (<)  | 𐊢 (Ϲ)       | 𐊢 (Ϲ)   | 𐊢 (Ϲ)  | 𐊢 (Ϲ) |       | 𐊢 (< Ϲ) | d       | /ð/?         | Δ D                                                                                            |
| 𐋃         | 𐋃       | «sub»  | 𐊣           | 𐋃       | 𐊣      | 𐊣     | 𐊣     | 𐊣       | l       | /l~ɾ/?       | Λ                                                                                              |
| 𐊤         | 𐊤       | 𐋐      | 𐊤           | 𐋈       | 𐋈      | 𐊤     | 𐊤 𐋐?  | 𐊤 Ε     | y       | /y/          | Можливо, модифікація знака Ϝ.                                                                  |
|           |         |        |             |         |        | 𐊥     | 𐊥     | 𐊥       | r       | /r/          | Ρ                                                                                              |
| 𐋎 𐊣       | 𐊣       | 𐊣      | 𐊦           | 𐊦       | 𐊦      | 𐋏     | 𐊦     | 𐊦       | λ       | /lː~ld/?     | Не грецьке значення. 𐋎 від Λ плюс діакритика, інші не грецькі.                                 |
| ʘ         | ʘ       | ʘ      | ʘ           | ʘ 𐊨?    | ʘ 𐊨?   | 𐊨     | 𐊨 ʘ   | 𐊨       | q       | /kʷ/         | Ϙ                                                                                              |
| Λ         | Λ       | Λ      |             | Λ 𐊬     | 𐊩 𐊬    | Γ     | Λ     | 𐊬 Λ     | b       | /β/?         | 𐅃                                                                                              |
| 𐊪         | 𐊪       | 𐊪      | 𐊪           | 𐊪 Ͷ     | 𐊪 Ͷ    | Ͷ     | 𐊪     | 𐊪 Ͷ     | m       | /m/          | 𐌌                                                                                              |
| 𐊫         | 𐊫       | 𐊫      | 𐊫           | 𐊫       | 𐊫      | 𐊫     | 𐊫     | 𐊫       | o       | /o/          | Ο                                                                                              |
| 𐊭         | 𐊭       | 𐊭      | 𐊭           | 𐊭       | 𐊭      | 𐌓     | 𐊭     | 𐊭       | t       | /t/          | Τ                                                                                              |
| 𐤭         | 𐤭       |        | 𐤭           | 𐤭 𐌓     | 𐤭 𐌓    | 𐊯     | 𐤭 𐤧 𐌃 | 𐊮 Ϸ     | š       | /ʃ/          | Не грецьке значення. Можливо, від Ͳ як варіант сампі?                                          |
| 𐊰         | 𐊰       | 𐊰      | 𐊰           | 𐊰       | 𐊰      | 𐊰     | 𐊰     | 𐊰       | s       | /s/          | Ϻ                                                                                              |
|           |         |        | 𐊱           | 𐊱       | 𐊱      | 𐊱     |       | 𐊱       | ?       | ?            |                                                                                                |
| 𐊲         | 𐊲       | 𐊲      | 𐊲           | 𐊲 V     | 𐊲 V    | 𐊲     | 𐊲 V   | V 𐊲     | u       | /u/          | Υ /u/                                                                                          |
| 𐊳         |         |        | 𐊳           | 𐊳       | 𐊳      | 𐊳     |       |         | ñ       | /n̩/          |                                                                                                |
|           | 𐊴       | 𐊴      | 𐊛           | 𐊴       | 𐊴      | 𐊴     | 𐊴 𐊛   | 𐊴 𐊛     | k̂       | /c/          | Не грецьке значення. Можливо, модифікація Κ, Χ, або 𐊨.                                         |
| 𐊵         | 𐊵 𐊜     | 𐊵      | 𐊵           | 𐊵 𐊜     | 𐊵 𐊜    | 𐊵     | 𐊵     | 𐊜 𐊵     | n       | /n/          | 𐌍                                                                                              |
| 𐊷         |         | 𐊷      | 𐊷           | 𐊷       | 𐊷      | 𐊷     | 𐊷     | 𐊷       | p       | /p/          | Β                                                                                              |
| 𐊸         | 𐊸       | 𐊸      | 𐊸           | 𐊸       | 𐊸      | Θ     | 𐊸     | 𐊸 Θ     | ś       | /ç/?         | Не грецьке значення. Можливо, модифікация Ͳ сампі?                                             |
| 𝈣         | 𐊹-      | ⊲-     | 𐊮-          | 𐤧-      | 𐤧-     | 𐊹     | 𐊹     | 𐊹       | i       | /i/          | Ε, ΕΙ, or 𐌇.                                                                                   |
| 𐋏         | 𐋏       | 𐋏      | 𐊺           | 𐊺       | 𐊺      | 𐊺     | 𐊺     | 𐊺       | e       | /e/          | Η, 𐌇                                                                                           |
| 𐊽         | 𐊼 𐊽     | 𐊼      | 𐊽           | 𐊼       | 𐊼      | 𐊼     | 𐊼     | 𐊼𐊽      | k       | /k/          | Можливо, Ψ (локальна версія /kʰ/) скоріше ніж Κ.                                               |
| 𐊾         | 𐊾       | 𐊾      | 𐊾           | 𐊾       | 𐊾      | 𐊾     | 𐊾     | 𐊾       | δ       | /ⁿd/         | Не грецьке значення. Можливо, лігатура ΔΔ.                                                     |
|           |         |        |             |         |        | 𐋁?    | 𐋁     | 𐋀       | γ       | /ᵑkʷ/?       | Не грецьке значення.                                                                           |
|           |         |        |             |         |        | 𐋂     |       | 𐋂       | z       | /t͡s/ or /st/ | Не грецьке значення?                                                                           |
|           |         |        |             | 𐋄       | 𐋄      | 𐋄     |       |         | ŋ       | /ᵑk/         | Не грецьке значення. Можливо, лігатура ΓΓ?                                                     |
|           |         |        |             |         |        |       |       | 𐊻       | ý       | /ɥ/          | Не грецьке значення; можливо, модифікація карійської 𐊺?                                        |
|           |         |        |             |         |        |       |       | 𐊿 Ш     | w       | /w/          | Ϝ /w/                                                                                          |
|           |         |        |             |         |        |       |       | 𐋅 𐊑     | j       | /j/          | Можливо, пов'язана з фригійською /j/, 𝈿 ~ 𐌔                                                    |
|           |         |        |             |         |        | 𐋆     |       |         | ?       |              |                                                                                                |
|           |         |        | 𐋃           |         |        |       |       | 𐋉       | ŕ, ĺ    | /rʲ/?        | Використовувалася в Єгипті для передачі грецького ρρ.                                          |
| 𐋇         |         |        |             |         |        | 𐊶?    |       | 𐋇       | τ       | /t͡ʃ/         | Не грецьке значення. Можливо, від Ͳ сампі?                                                     |

## Походження
Карійські письма були загадкою для вчених з кінця 19 (відкриття) століття. Більшість літер нагадують літери грецького алфавіту, але їхні звукові значення, як виявилося, частіше за все не були пов'язані зі значеннями грецьких літер. Це незвично серед алфавітів Малої Азії, які загалом досить добре наближаються до грецького алфавіту як за звучанням, так і за формою, за винятком звуків, які не мали еквівалента в грецькій мові. Однак, деякі карійські літери таки мали спільні звукові значення з грецькими: 𐊠 /a/ (грецьке Α), 𐊫 /o/ (грецьке О), 𐊰 /s/ (грецьке Ϻ san) та 𐊲 /u/ (грецька Υ) так само близькі до грецьких літер, як і у будь-якому іншому анатолійському алфавіті, а 𐊷, що нагадує грецьку Β, має схожий звук /p/, як і лідійська літера 𐤡 грецького походження.
Тому Адієго (2007) припускає, що оригінальне карійське письмо було запозичено з грецького курсиву, і що пізніше його було перероблено, можливо, для монументальних написів шляхом імітації форми найбільш графічно схожих грецьких друкованих літер без урахування їхніх фонетичних значень. Таким чином, /t/, яке у своїй курсивній формі могло мати вигнутий верх, було змодельовано за зразком грецького qoppa (Ϙ), а не свого предка тау (Τ), щоб стати 𐊭. Карійську /m/, що походить від архаїчної грецької 𐌌, було спрощено і тому вона стала ближче за формою до грецької Ν, ніж Μ, коли її переробили на 𐊪. Дійсно, багато регіональних варіантів карійських літер паралельні грецьким варіантам: 𐊥 є поширеними графічними варіантами дигамми, 𐊨 ʘ тети, 𐊬 Λ як гамми, так і лямбда, 𐌓 𐊯 𐌃 ро, 𐊵 𐊜 фі, 𐊴 𐊛 хі, 𐊲 V іпсилон та 𐋏 𐊺 паралельно Η𐌇 ета. Це також може пояснити, чому одна з найрідкісніших літер, 𐊱, має форму однієї з найпоширеніших грецьких літер. Однак, такого протокарійського скоропису не засвідчено, тому ці етимології є спекулятивними.
Подальший розвиток відбувався в кожному письмі; наприклад, у Кавні, здається, що 𐊮 /š/ та 𐊭 /t/ обидві стали нагадувати латинську P, тому їх відрізняли додатковою рискою в одній: 𐌓 /t/, 𐊯 /š/.

## Розшифровка

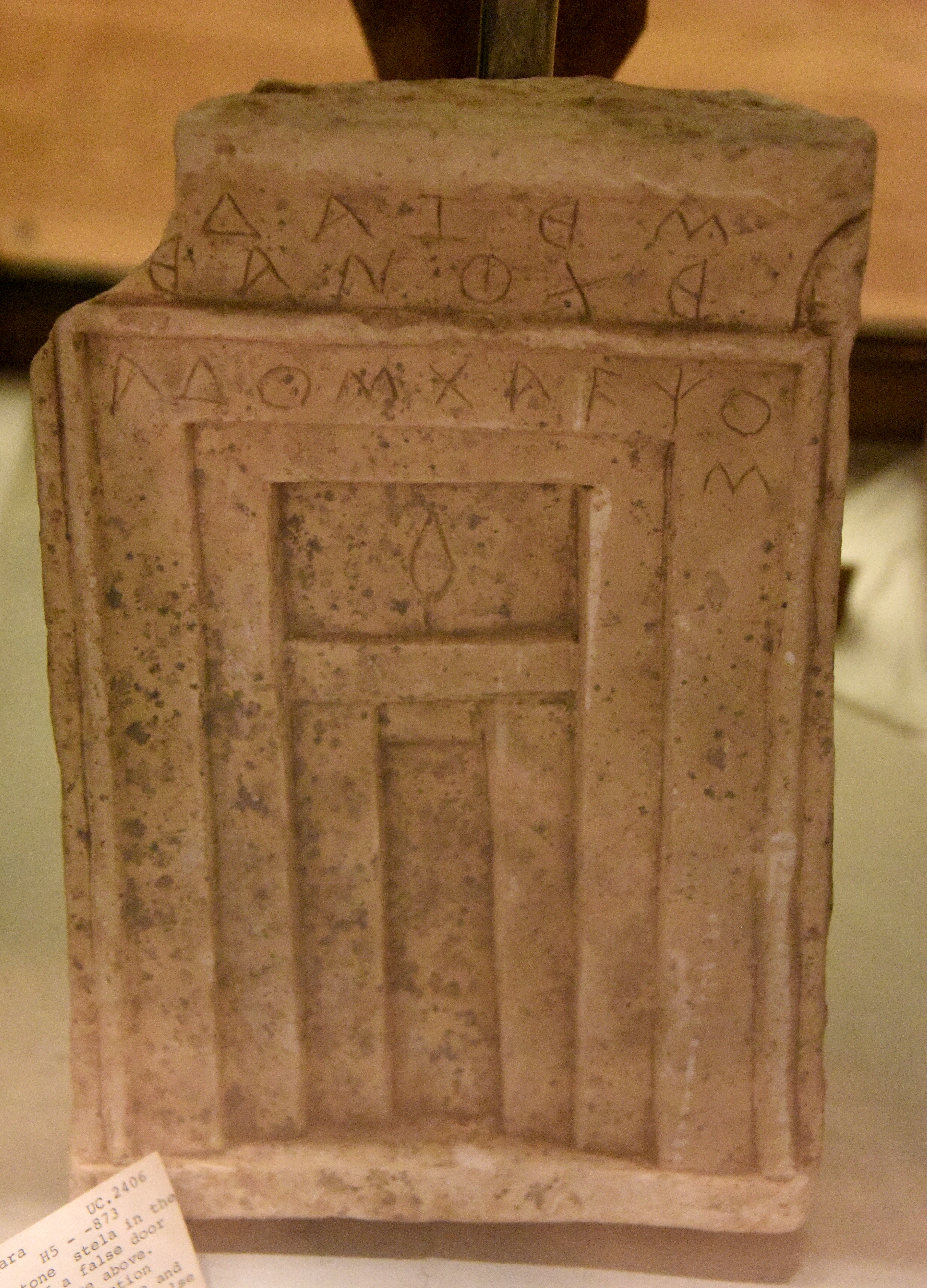
Вапнякова стела із зображенням фальшивих дверей, карниз угорі, яка містить карійські написи. Пізній період. Саккара, H5-873, Єгипет. Музей єгипетської археології Петрі, Лондон.

Протягом 20-го століття було здійснено численні спроби розшифрувати карійські написи. Після Другої світової війни більшість відомих карійських написів було зібрано та опубліковано, що забезпечило добру основу для розшифровки.
У 1960-х роках російський дослідник Віталій Шеворошкін довів, що попередні припущення про те, що ця писемність була складовою або напівскладовою системою письма, були хибними. Він присвятив багато років своєму дослідженню та використовував належну методологію. Він чітко дав зрозуміти, що карійська мова справді була алфавітною, але зробив мало суттєвих успіхів у розумінні мови. Він вважав значення літер, подібні до значень грецького алфавіту, само собою зрозумілим, що виявилося необґрунтованим.
Іншими дослідниками карійських написів були Г. Штольтенберг, О. Массон, Юрій Откупщиков, П. Меріджі (1966) та Р. Гусмані (1975), але їхні роботи не отримали широкого визнання.
Столтенберг, як і Шеворошкін, та більшість інших, загалом приписував грецькі значення карійським символам.
У 1972 році єгиптолог К. Заузіч досліджував двомовні тексти карійською та єгипетською мовами (те, що стало відомим як «єгипетський підхід»). Це був важливий крок у розшифровці, який дав хороші результати.
Цей метод був далі розвинений Т. Ковальським у 1975 році, що стало його єдиною публікацією на цю тему.
Британський єгиптолог Джон Д. Рей, очевидно, працював незалежно від Ковальського; проте він отримав подібні результати (1981, 1983). Він використовував карійсько-єгипетські двомовні написи, які до того часу не отримали належної уваги. Його великим проривом стало прочитання імені фараона Псамметіха карійською мовою.
Радикально інші значення, які Рей надавав літерам, схожим на грецькі, спочатку зустріли скептицизм. Ігнасі-Ксав'є Адієго разом із Дітером Шюрром долучилися до проєкту з вивчення карійських написів на початку 1990-х років. У своїй книзі 1993 року «Studia Carica» Адієго запропонував значення розшифровки літер, які зараз відомі як «система Рея-Шюрра-Адієго». Ця система згодом отримала ширше визнання. Відкриття нового двомовного напису в 1996 році (карійсько-грецький двомовний напис з Кавну) підтвердило суттєву достовірність їх розшифровки.

## Юнікод
Карійську мову було додано до стандарту Unicode у квітні 2008 року з виходом версії 5.1. Вона закодована в площині 1 (додаткова багатомовна площина).

Блок Юнікоду для карійської мови — U+102A0 — U+102DF:
𐊡𐋊𐋋𐋌𐋍 — це графічні варіанти, як і 𐊤𐋈𐋐, 𐋎𐊦𐋏, 𐊺𐋏, 𐊼𐊽, 𐋂𐋃, 𐋁𐋀 та, можливо, 𐋇𐊶.
Для використання з Keyman доступна клавіатура Carian.

## Нотатки
1. ↑  Some of the others, such as Λ, 𐤭, 𝈣, ʘ, Ϲ, Ͷ, 𐊑, Ш, Ϸ, have been filled in below with similar characters from other Unicode ranges.
2. ↑  Resembles 6̨ or G̨
3. ↑  Archaic form of Β, for example in Crete
4. ↑  Archaic form of Μ
5. ↑  Archaic form of Ν
6. ↑  Compare Lydian 𐤡, which also has the value /p/.
7. ↑  if 𐋁 is equivalent to 𐋀
8. ↑  if 𐊶 is equivalent to 𐋇